# Bundesamt für Meteorologie und Klimatologie
Das Bundesamt für Meteorologie und Klimatologie (MeteoSchweiz) (französisch Office fédéral de météorologie et de climatologie (MétéoSuisse), italienisch Ufficio federale di meteorologia e climatologia (MeteoSvizzera), rätoromanisch Uffizi federal per meteorologia e climatologia (MeteoSvizra)) ist eine Bundesbehörde der Schweizerischen Eidgenossenschaft. MeteoSchweiz ist der nationale Wetterdienst der Schweiz.
MeteoSchweiz beschäftigt rund 390 Mitarbeiter an vier Standorten. Diese befinden sich am Flughafen Zürich (Hauptsitz), in Genf, Payerne und Locarno. Für die Wettervorhersage dienen unter anderem zwei Cray-XE6-Supercomputer des Swiss National Supercomputing Centre in Lugano.

## Geschichte
1880 beschloss der Bundesrat die Gründung der Meteorologischen Zentralanstalt (MZA), welche 1881 erfolgte, nachdem am 1. Dezember 1863 bereits 88 Wetterstationen mit Unterstützung des Bundes existierten und von der Schweizerischen Naturforschenden Gesellschaft betrieben wurden. Demnach ist 1864 das erste vollständig erfasste Jahr. Die MZA änderte ihren Namen 1979 in die Schweizerische Meteorologische Anstalt (SMA). Seit 1996 hiess der Betrieb MeteoSchweiz. Seit 2006 lautet der offizielle Titel Bundesamt für Meteorologie und Klimatologie MeteoSchweiz. Set Mai 2025 bietet MeteoSchweiz meteorologische Daten auch als Open Data an.

## Tätigkeiten
MeteoSchweiz beobachtet das Wetter rund um die Uhr, erstellt Wetterprognosen und warnt Einsatzbehörden und Bevölkerung, wenn Sturmwinde, starke Niederschläge, Gewitter oder Hitzewellen drohen. Sie liefert der Wirtschaft nach Bedarf spezialisierte Wettervorhersagen und deckt die Bedürfnisse von Berufsleuten und Sportlern ab, die sich im Freien bewegen. Zudem erbringt sie umfassende Wetterdienstleistungen für die zivile, militärische und private Luftfahrt.
In Forschungs- und Entwicklungsprojekten engagieren sich die Wissenschaftler von MeteoSchweiz für ein besseres Verständnis von Wetter und Klima im Alpenraum und pflegen den Wissensaustausch über die Landesgrenzen hinaus. MeteoSchweiz arbeitet in wichtigen internationalen Gremien mit, so auch als offizielle Vertreterin der Schweiz in der Weltorganisation für Meteorologie (WMO) in Genf.

## Personalbestand ab 2007
| Jahr | Vollzeitstellen |
| ---- | --------------- |
| 2007 | 273             |
| 2008 | 285             |
| 2009 | 294             |
| 2010 | 301             |
| 2011 | 294             |
| 2012 | 287             |
| 2013 | 300             |
| 2014 | 303             |
| 2015 | 395             |
| 2016 | 313             |
| 2017 | 300             |
| 2018 | 304             |
| 2019 | 304             |
| 2020 | 318             |
| 2021 | 325             |
| 2022 | 328             |
| 2023 | 339             |
| 2024 | 346             |